# Гордон-Рівер 2
Гордон-Рівер 2 (англ. Gordon River 2) — індіанська резервація в Канаді, у провінції Британська Колумбія, у межах регіонального округу Кепітел.

## Населення
За даними перепису 2016 року, індіанська резервація нараховувала 111 осіб, показавши зростання на 15,6%, порівняно з 2011-м роком. Середня густина населення становила 116,3 осіб/км².
З офіційних мов обидвома одночасно не володів жоден з жителів, тільки англійською — 105. Усього 5 осіб вважали рідною мовою не одну з офіційних.
Працездатне населення становило 50% усього населення, усі були зайняті.

## Клімат
Середня річна температура становить 9,1°C, середня максимальна – 18,4°C, а середня мінімальна – -0,3°C. Середня річна кількість опадів – 3 144 мм.
| Клімат поселення                              | Клімат поселення | Клімат поселення | Клімат поселення | Клімат поселення | Клімат поселення | Клімат поселення | Клімат поселення | Клімат поселення | Клімат поселення | Клімат поселення | Клімат поселення | Клімат поселення | Клімат поселення |
| Показник                                      | Січ.             | Лют.             | Бер.             | Квіт.            | Трав.            | Черв.            | Лип.             | Серп.            | Вер.             | Жовт.            | Лист.            | Груд.            |                  |
| Середній максимум, °C                         | 7,31             | 8,65             | 9,63             | 11,75            | 14,52            | 16,80            | 17,55            | 18,38            | 16,90            | 13,05            | 9,06             | 6,90             |                  |
| Середня температура, °C                       | 3,51             | 4,83             | 5,82             | 7,94             | 10,73            | 12,99            | 14,52            | 15,36            | 13,88            | 10,02            | 6,03             | 3,89             |                  |
| Середній мінімум, °C                          | −0,3             | 1,03             | 2,01             | 4,14             | 6,92             | 9,19             | 11,49            | 12,34            | 10,85            | 7,00             | 3,00             | 0,85             |                  |
| Норма опадів, мм                              | 489              | 345              | 323              | 226              | 138              | 96               | 50               | 74               | 110              | 330              | 515              | 448              |                  |
| Середньомісячна швидкість вітру, м/с          | 4.05             | 3.79             | 3.93             | 3.89             | 3.79             | 3.77             | 3.56             | 3.25             | 2.97             | 3.31             | 4.02             | 4.08             |                  |
| Середньомісячна сонячна радіація, кДж/м²·день | 3192             | 6030             | 9631             | 14487            | 18212            | 19438            | 20314            | 17521            | 13056            | 7073             | 3649             | 2566             |                  |
| --------------------------------------------- | ---------------- | ---------------- | ---------------- | ---------------- | ---------------- | ---------------- | ---------------- | ---------------- | ---------------- | ---------------- | ---------------- | ---------------- | ---------------- |
| Джерело:                                      |                  |                  |                  |                  |                  |                  |                  |                  |                  |                  |                  |                  |                  |